# Середня (Житомирская область)
Середня (укр. Середня) — село на Украине, находится в Барановском районе Житомирской области.
Код КОАТУУ — 1820682203. Население по переписи 2001 года составляет 114 человек. Почтовый индекс — 12733. Телефонный код — 4144. Занимает площадь 9,321 км².

## Адрес местного совета
12732, Житомирская область, Барановский р-н, с.Зеремля